# Frank Verstraete
Frank Verstraete (Izegem, novembro de 1972) é um físico quântico belga.
Trabalha na interface entre informação quântica e física dos corpos múltiplos. É professor da Faculdade de Física da Universidade de Viena.

## Prêmios
Verstraete recebeu o Prêmio Lieben de 2009 e o Prêmio Francqui de 2018 sendo distinguished visiting research chair no Instituto Perimeter de Física Teórica em Waterloo (Ontário).